# Риджкрест (Флорида)
Риджкрест (англ. Ridgecrest) — переписна місцевість (CDP) в США, в окрузі Пінеллас штату Флорида. Населення — 2966 осіб (2020).

## Географія
Риджкрест розташований за координатами 27°53′44″ пн. ш. 82°48′17″ зх. д. / 27.89556° пн. ш. 82.80472° зх. д. (27.895496, -82.804685).  За даними Бюро перепису населення США в 2010 році переписна місцевість мала площу 1,54 км², з яких 1,53 км² — суходіл та 0,01 км² — водойми.

## Демографія
Згідно з переписом 2010 року, у переписній місцевості мешкало 2558 осіб у 850 домогосподарствах у складі 652 родин. Густота населення становила 1666 осіб/км².  Було 924 помешкання (602/км²).
Расовий склад населення:
| - 67,9 % — чорних або афроамериканців - 24,9 % — білих - 0,8 % — азіатів - 0,3 % — корінних американців - 2,5 % — осіб інших рас |

До двох чи більше рас належало 3,6 %. Частка іспаномовних становила 9,3 % від усіх жителів.
За віковим діапазоном населення розподілялося таким чином: 33,5 % — особи молодші 18 років, 55,3 % — особи у віці 18—64 років, 11,2 % — особи у віці 65 років та старші. Медіана віку мешканця становила 31,0 року. На 100 осіб жіночої статі у переписній місцевості припадало 85,6 чоловіків;  на 100 жінок у віці від 18 років та старших — 76,7 чоловіків також старших 18 років.
Середній дохід на одне домашнє господарство  становив 46 028 доларів США (медіана — 33 828), а середній дохід на одну сім'ю — 53 906 доларів (медіана — 40 347). Медіана доходів становила 36 387 доларів для чоловіків та 30 211 долар для жінок. За межею бідності перебувало 26,9 % осіб, у тому числі 37,7 % дітей у віці до 18 років та 18,2 % осіб у віці 65 років та старших.
Цивільне працевлаштоване населення становило 1193 особи. Основні галузі зайнятості: освіта, охорона здоров'я та соціальна допомога — 32,0 %, транспорт — 15,6 %, роздрібна торгівля — 11,1 %, науковці, спеціалісти, менеджери — 7,9 %.